# فيليكس ديلغادو
فيليكس ديلغادو (بالإنجليزية: Felix Delgado)‏ هو لاعب كرة قاعدة أمريكي، ولد في 31 مارس 1915، وتوفي في 31 يونيو 2001.